# Aetobarbakinoides
Aetobarbakinoides é um gênero de aetossauro do Triássico Superior encontrado na formação Santa Maria, Rio Grande do Sul. Há uma única espécie descrita para o gênero Aetobarbakinoides brasiliensis.